# Pont Colbert
Le pont Colbert est un pont tournant de la fin du XIXe siècle en fer puddlé et laminé situé dans le port de Dieppe, en France. Il est mis en service en 1889. C'est le dernier grand pont tournant d'Europe à fonctionner dans sa configuration d'origine, ce qui lui vaut d'être inscrit aux monuments historiques en 2017, complété par un classement en septembre 2020.

## Situation
Le pont Colbert porte la route départementale 925 (D925), il permet de relier le quai du Carénage à l'avenue du Général-Leclerc, dans le quartier populaire du Pollet, en franchissant le chenal qui mène de l'avant-port à l'arrière-port et aux bassins de commerce (le bassin du Canada et le bassin de Paris).

## Histoire

### Genèse du projet
Le projet d'un pont dans le port de Dieppe pour relier le quartier du Pollet au centre-ville émerge dans les années 1880 dans le cadre de la politique de grands travaux d'améliorations des voies de communication et des ports nationaux initiée en 1878 par Charles de Freycinet (d'où son nom de « plan Freycinet »), alors ministre des Travaux Publics dans le gouvernement de Jules Dufaure, puis lui-même Président du Conseil à partir de décembre 1879,. 
Dieppe fait partie des chantiers prioritaires et le 3 avril 1880 est promulguée une loi sur l'amélioration et l'agrandissement du port, qui débute immédiatement par le percement d'un nouveau chenal de 40 mètres de large au milieu du quartier de pêcheurs du Pollet,. Cent-soixante-treize immeubles sont détruits et le quartier est désormais coupé en deux, c'est pourquoi en 1883 la municipalité, alors dirigée par Alexandre Anquetin, vote la construction d'un pont tournant pour relier à nouveau les deux rives du chenal.

### Construction

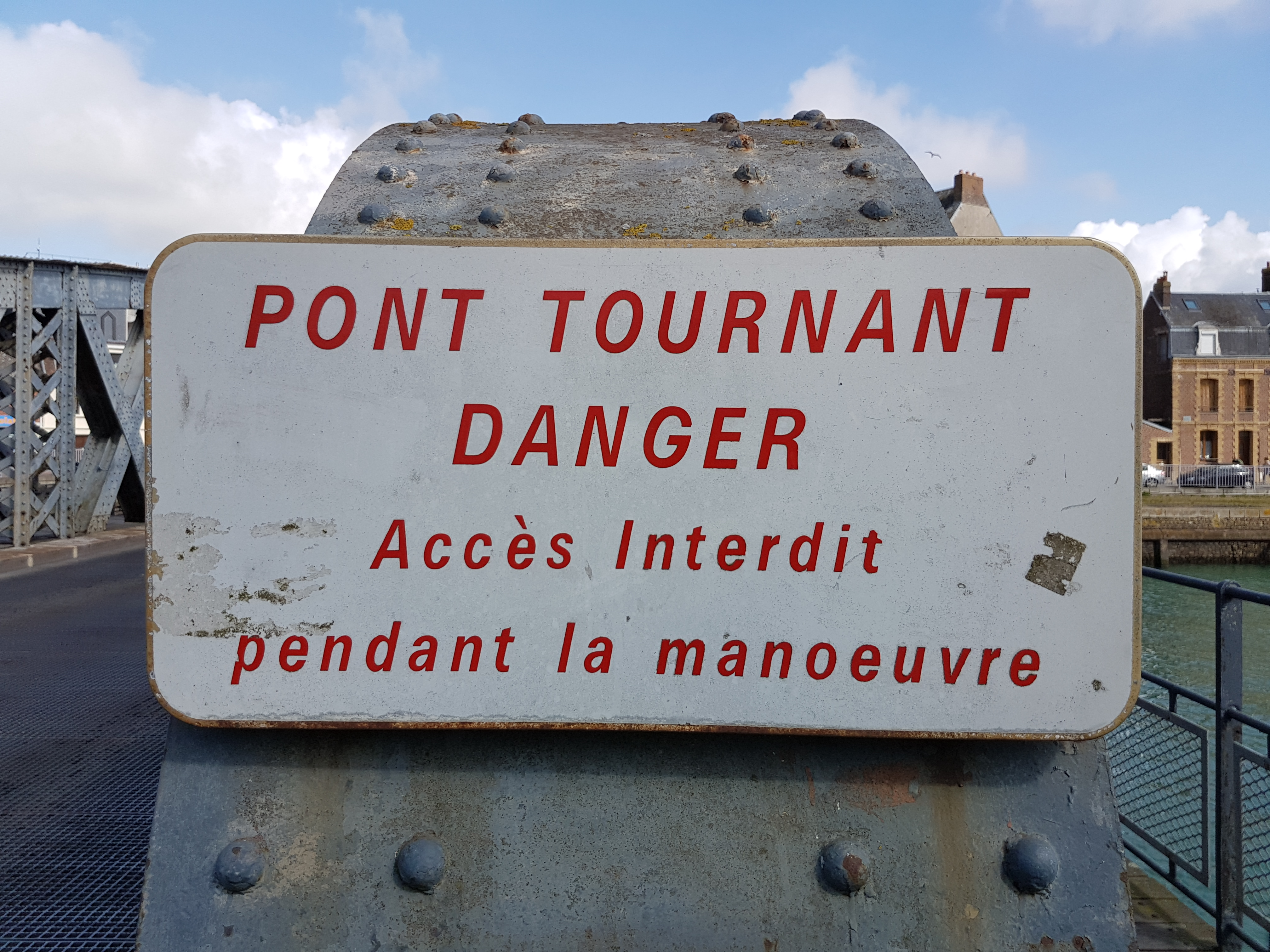
Panneau « Danger ».

Les travaux du port continuent en 1887 par le creusement des bassins de commerce, puis le pont, dessiné par l'architecte et ingénieur Paul Alexandre, est assemblé en seulement quatre mois en 1888. La superstructure et le tablier sont construits par la société des ponts et travaux en fer, tandis que le mécanisme est l'œuvre de la Société Fives-Lille Cail qui a déjà mis en place trois ans plus tôt celui du pont levant de la rue de Crimée, à Paris. 
Il est mis en service le 1er janvier 1889 après des essais concluants,. Avec ses 70,5 mètres de portée, il bat le précédent record de 67 mètres pour un pont tournant détenu depuis 1874 par le pont Victoria dans le port de Leith, en Écosse. Le record ne tient cependant que six mois puisqu'en juin 1889 est ouvert le pont d'Arenc, à Marseille, qui lui ravit la place avec ses 90 mètres de long. 
Il n'a pas encore de nom officiel et est surnommé Grand Pont, Pont Neuf ou encore Pont qui tourne par les habitants (bien que son voisin le pont Ango, terminé en 1881, soit aussi un pont tournant). C'est en 1925 qu'il est officiellement inauguré et baptisé pont Colbert, en hommage à Jean-Baptiste Colbert qui s'était rendu à Dieppe en 1672 et avait déjà fait agrandir le port,.

### Depuis 1925

#### La modernisation et la guerre

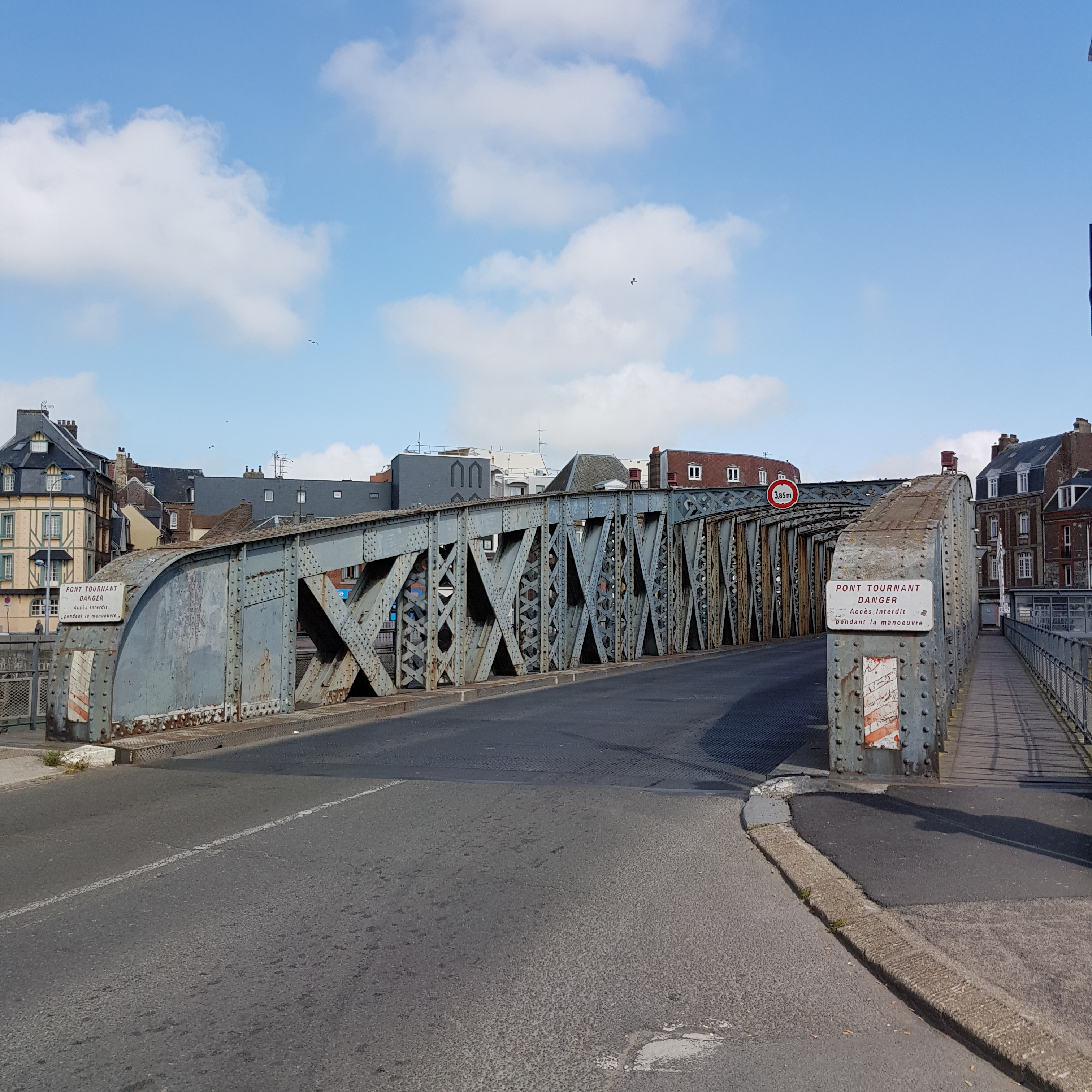
Entrée du pont en avril 2017.

En 1929, les machines à vapeur sont remplacées par des machines électriques sous la forme de deux pompes de 90 CV. 
En 1938, des trottoirs en encorbellement sont ajoutés, et la bande centrale supprimée.
Le pont est dynamité par l'armée allemande en 1944 en même temps que le pont Ango pendant la bataille de Normandie. Il reste en grande partie intact, seule une portion de douze mètres s'étant effondrée. Le pivot est abîmé mais le reste du mécanisme est également intact. Le quai est consolidé par les forces alliées puis la structure perdue est reconstruite à l'identique après la guerre et le pont est remis en service en juillet 1946, après deux ans de travaux compliqués par le manque de main-d'œuvre et la pénurie de matières premières. Il devient alors le seul pont tournant du port car le pont Ango est rebâti comme pont basculant.
La machinerie centrale est supprimée en 1961, puis en 1980, le platelage en bois d'azobé est remplacé par un caillebotis métallique. Un système de télésurveillance est ajouté en 1986 puis, trois ans plus tard, le centenaire du pont est l'occasion d'une grande fête au cours de laquelle une flamme postale commémorative est éditée.
La structure métallique est rénovée en 1999.

#### LeXXIesiècleet la bataille pour la rénovation

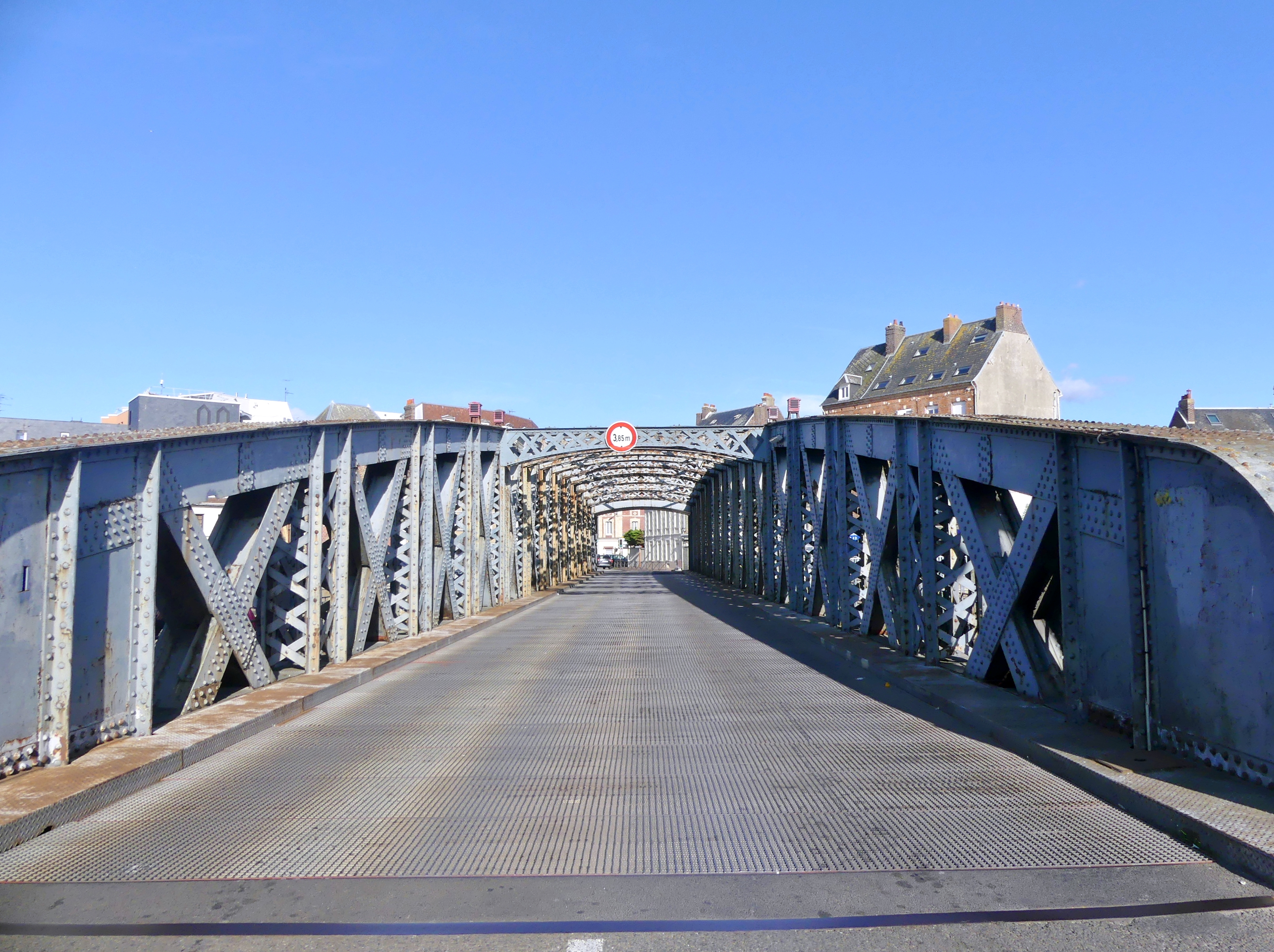
Tablier du pont en 2018.

À la fin des années 2000, la démolition du pont et son remplacement par un ouvrage plus moderne sont envisagés puis annoncés par le syndicat mixte du port de Dieppe en 2009. Ce projet provoque une levée de boucliers parmi une partie de la population locale qui se rassemble dans une association, le Comité pour la sauvegarde du pont Colbert, qui adresse une pétition de 4 000 signatures aux autorités et obtient, en 2016, l'inscription du pont à la liste annuelle des sept merveilles européennes les plus en danger de l'association Europa Nostra de défense du patrimoine,. Le projet finit par être annulé au profit d'une rénovation. 
Fin novembre 2016, un avis favorable à l'inscription aux monuments historiques est rendu par la commission régionale du patrimoine et des sites ; inscription signée par la préfète Nicole Klein en février 2017. Trois ans et demi plus tard, en septembre 2020, le pont obtient son classement aux monuments historiques décidé à l'unanimité par la commission ; l'arrêté est signé quelques semaines plus tard par Roselyne Bachelot, la ministre de la Culture,. Le classement a ouvert la voie à l'attribution de fonds publics de l'État pour sa rénovation. La Régie du Port de Dieppe, propriétaire du pont, prévoit une dépose de l’ouvrage en 2024 pour sa rénovation totale et l'automatisation de son fonctionnement à partir de 2025. La dépose, prévue du 8 au 10 février 2024 et conduite par le groupe Eiffage, doit inaugurer une période de quinze mois de travaux dans le port de commerce, jusqu’à la remise en place prévue en mai 2025.

## Description
Le pont Colbert est une imposante structure de fer puddlé et laminé. Son tablier fait 70,5 mètres de long, dont 47 m de portée au-dessus du chenal. L'ensemble pèse, dans sa version d'origine, 810 tonnes réparties de la manière suivante : 499,5 tonnes pour le tablier, 234,5 tonnes de lest, 40,3 tonnes pour le chevêtre et enfin 36 tonnes pour la partie du mécanisme attachée au tablier. Cette masse totale augmenta en 1938 lorsque furent ajoutés les trottoirs, puis diminua légèrement en 1980 au moment du remplacement du bois d'azobé par un caillebotis métallique.

### Mécanisme

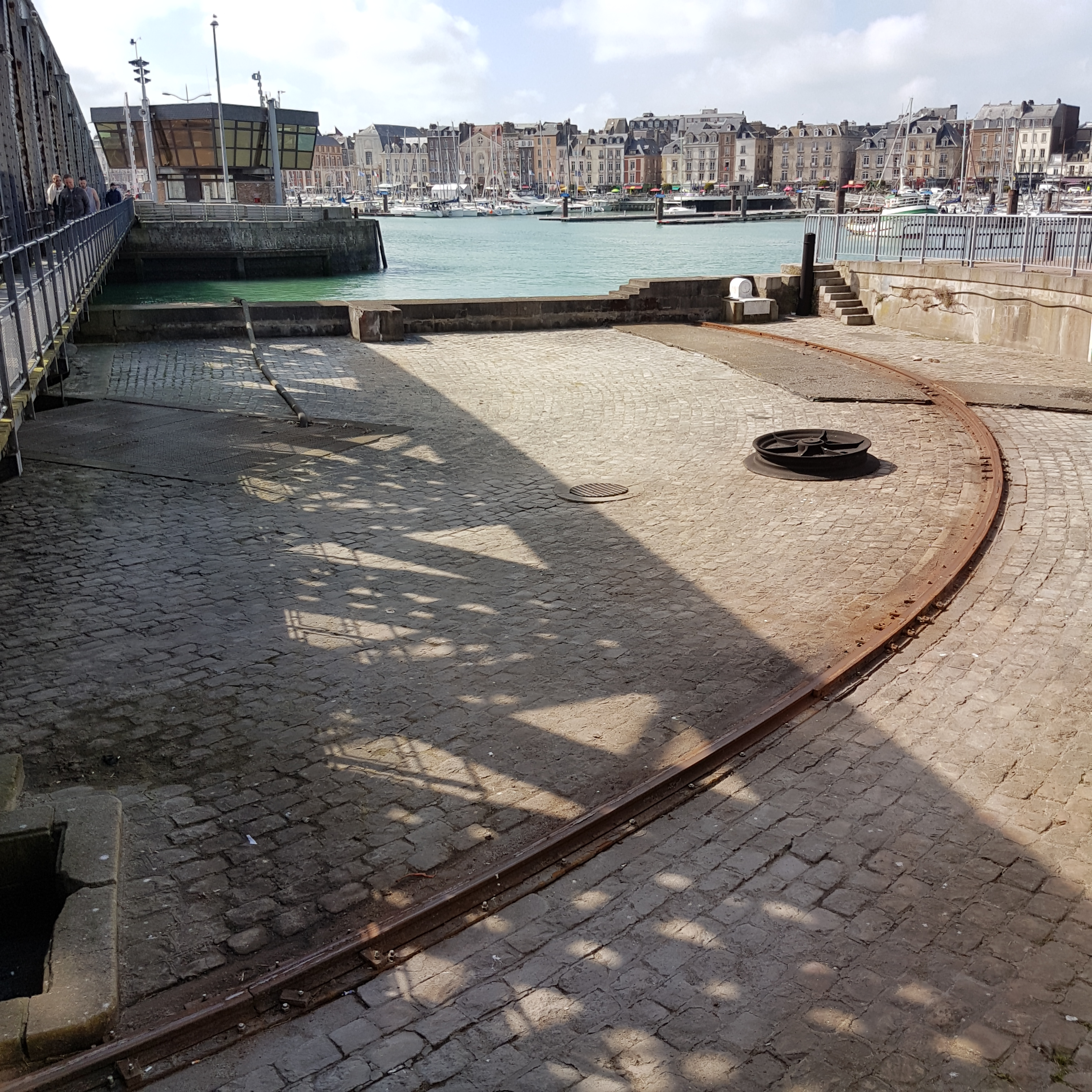
Le rail de guidage.

Le mécanisme qui permet de faire tourner le pont est hydraulique et utilise tout simplement l'eau du chenal. L'eau est pompée puis le mécanisme est actionné par deux grands vérins qui entraînent une lourde chaîne (constituée de 200 mailles de 14 kg chacune) autour du pivot. 
La manœuvre nécessite la présence de deux techniciens : un manœuvrier dans la cabine et un machiniste qui règle la circulation (routière et piétonne) au moyen de feux clignotants et de barrières. Le tout prend entre 2 et 3 minutes, et peut descendre à 90 secondes si nécessaire.
L'hiver, afin de prévenir le risque du gel qui pourrait bloquer le mécanisme, des coffrages en bois sont installés autour des tuyaux et des vérins de manœuvre, puis remplis d'une vingtaine de tonnes de fumier de cheval. En outre, si la température descend sous −6 °C, un brasero à coke est allumé et alimenté jour et nuit près du pivot. La chaleur développée par le fumier, selon sa qualité, peut protéger le pont jusqu'à −10 °C pendant quelques mois. Ces opérations d'exploitation très astreignantes, qui occupent deux nuits par an une dizaine de personnes, devraient disparaître à compter de 2025 grâce à l'isolation des circuits hydrauliques,.